# Lioplacinae
Lioplacinae is een onderfamilie van weekdieren uit de klasse van de Gastropoda (slakken).

## Geslachten
- Campeloma Rafinesque, 1819
- Lioplax Troschel, 1856